# Wapen van Olst

Het wapen van Olst

Het wapen van Olst werd op 4 november 1871 per Koninklijk Besluit door de Hoge Raad van Adel aan de Overijsselse gemeente Olst toegekend. Vanaf 26 maart 2002 is het wapen niet langer als gemeentewapen in gebruik omdat de gemeente Olst zich hernoemde in Olst-Wijhe naar aanleiding van de toevoeging van gemeente Wijhe in 2001. In het wapen van Olst-Wijhe is het wapen van Olst opgenomen.

## Blazoenering
De blazoenering van het wapen luidt als volgt:
Een schild van goud, beladen met een hooiberg van natuurlijke kleur.
Niet vermeld is dat het geheel op een vanuit de schildvoet oprijzende grond van sinopel staat.

## Verklaring
Olst kent een lange geschiedenis die teruggaat tot de Romeinse tijd. Een Romeinse overste zou gewoond hebben te Welsum op de erve Stoltenberg. In 1870 ging burgemeester Van Suchtelen van de Haare uit van dit gegeven en het feit dat de hooibergen (ook steltenbergen genoemd) in Olst een typisch beeld vormden, was voor hem de aanleiding om een hooiberg in het wapen op te nemen.

## Verwante wapens

Wapen van Olst-Wijhe